# پالاتزولو سول سنیو
پالاتزولو سول سنیو (به ایتالیایی: Palazzuolo sul Senio) یک کومونه در ایتالیا است که در استان فلورانس واقع شده‌است. پالاتزولو سول سنیو ۱۰۹٫۳ کیلومتر مربع مساحت و ۱٬۱۶۸ نفر جمعیت دارد و ۴۳۷ متر بالاتر از سطح دریا واقع شده‌است.